# NGC 787
NGC 787 este o liner situată în constelația Balena. A fost descoperită în 27 februarie 1865 de către Christian Heinrich Friedrich Peters. Se află la o distanță de 67 de megaparseci de Pământ.